# کامینرئال
کامینرئال (به اسپانیایی: Caminreal) یک شهرستان در اسپانیا است که در استان تروئل واقع شده‌است.

## خصوصیات
کامینرئال ۴۴ کیلومترمربع مساحت و ۷۶۰ نفر جمعیت دارد.